# Protestos poloneses de 2023

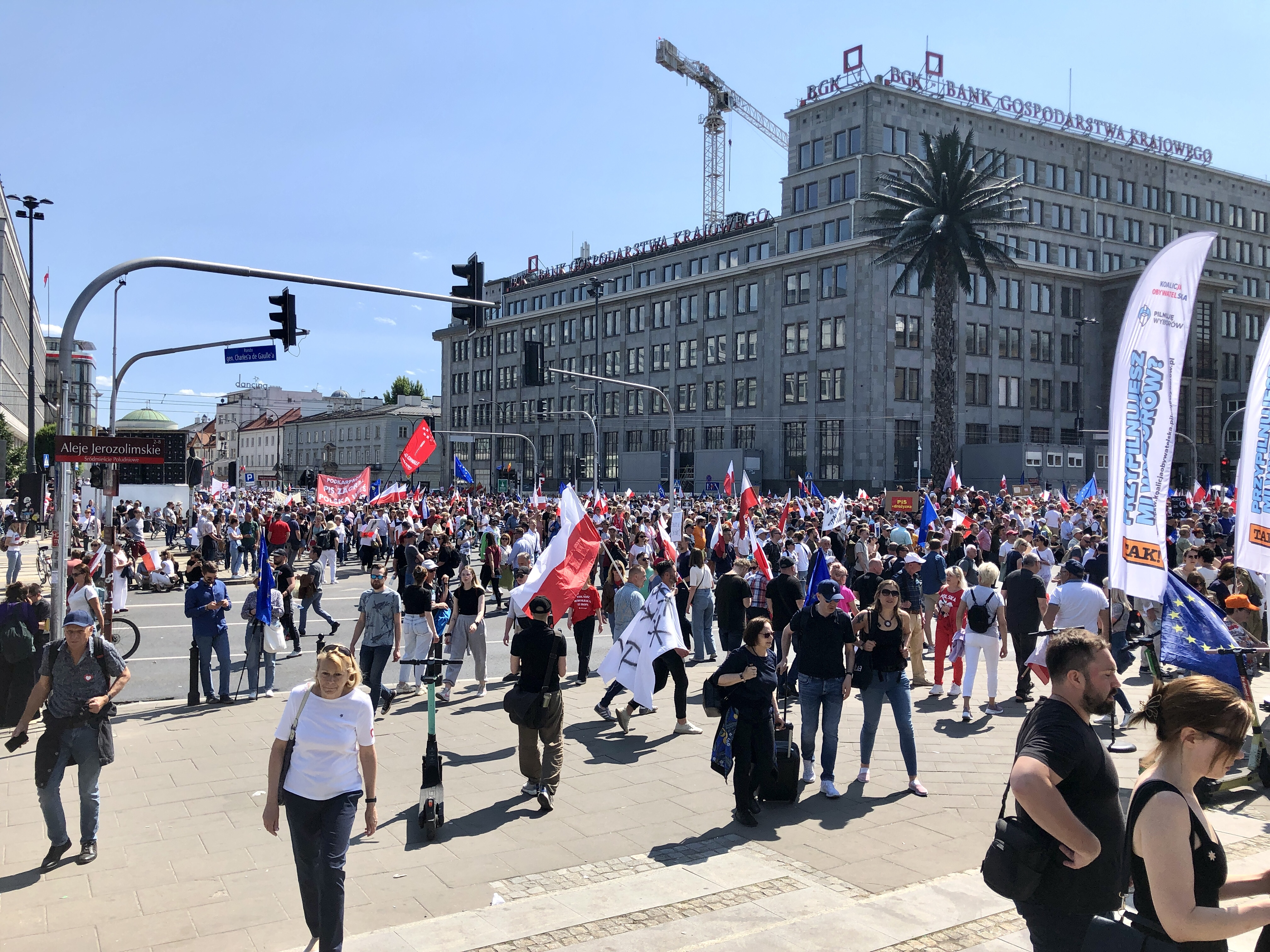
Manifestantes em 4 de junho de 2023, na rotatória Charles de Gaulle, em Varsóvia, Polônia.

Em 4 de junho de 2023, uma série de protestos contra o governo ocorreu em várias áreas da Polônia, com o principal sendo realizado na capital Varsóvia. Os protestos foram desencadeados pela aprovação do projeto de lei comumente conhecido como "Lex Tusk", que os críticos argumentaram que iria perturbar a separação constitucional de poderes ao dar ao partido governante do PiS supervisão judicial excessiva. A oposição polonesa no Parlamento nacional, bem como vários comentaristas estrangeiros, consideraram a aprovação da lei uma extensão da crise constitucional sob a presidência de Andrzej Duda e o governo liderado pelo primeiro-ministro Mateusz Morawiecki.
Em 1º de outubro de 2023, aconteceu em Varsóvia a "Marcha de um Milhão de Corações".